# 구마노정
구마노정(일본어: 熊野町)은 일본 히로시마현 아키군의 정이다.
일본 1위를 자랑하는 구마노 붓의 산지로 붓 제조가 번성함과 동시에 히로시마시와 구레시에 인접해 최근 양시의 주택 지역으로 개발이 진행되고 있다.

## 지리
사방이 산들로 둘러싸인 구마노 분지를 중심으로 퍼져 있고 구마노강이 흐른다.

### 인접한 자치체
- 히로시마시(아키구)
- 구레시
- 히가시히로시마시
- 아키군 가이타정

## 역사
- 1889년 4월 1일 - 구마노촌이 성립하였다.
- 1918년 10월 1일 - 정으로 승격하였다.
- 1931년 4월 1일 - 아키군 혼조촌(현 구레시)의 일부를 편입하였다.